# Grupo Vasconia S.A.B
Grupo Vasconia, S.A.B. es un corporativo mexicano de referencia en diseño, desarrollo, marcas, manufactura y comercialización de artículos para la mesa, la cocina y el hogar en México y Centroamérica, con una participación relevante en los Estados Unidos y Sudamérica. Fue fundado en el año 1911 por Enrique Huerta García Asenjo y su sede central se ubica en el municipio de Azcapotzalco en la Ciudad de México.

## Introducción
Grupo Vasconia es una de las marcas de mayor reputación y trayectoria de México conformada por varias firmas en utensilios de cocina. Su experiencia de casi 100 años en el diseño de baterías de cocina de calidad ha convertido a Vasconia en la marca bien posicionada en México entre chefs y cocineros de restaurantes y hoteles.
Actualmente, Grupo Vasconia ofrece una línea completa de baterías de cocina, artículos y utensilios, cuchillos y fuentes.

## Historia
En 1911, durante el inicio de la Revolución Mexicana, Enrique Huerta García Asenjo, Fundó La Vasconia, haciendo honor a la provincia Vasca de la que era originario.

Ese mismo año, Industrias la Vasconia se convirtió en la primera fábrica de aluminio y del acero inoxidable en México. Vasconia continuó prosperando a través del siglo XX, incluso durante una recesión larga causada por la Revolución Mexicana en los años veinte.

En 1991, Vasconia y su competidor primario Ekco, hicieron alianza para emerger como uno de los surtidores principal de productos para la mesa y la cocina en México.

Varios años más adelante, en 1996, Ekco comenzó a exportar a los EE. UU., Centro y Sudamérica.

Cuatro años después en el 2000, Vasconia se asoció con Bialetti Industries Spa. Fundando una de las fábricas más moderna de toda América en relación con la fabricación de sartenes y baterías con antiadherente.

Continuando su desarrollo, Ekco abrió oficinas en Argentina en 2005, permitiendo a la compañía ofrecer una vasta línea de sartenes y baterías marca Vasconia a un precio competitivo en el mercado sudamericano.

En 2007, Ekco compró a IMASA, su competidor más grande, y también se asoció con Lifetime Brands para ofrecer sartenes, baterías utensilios, artefactos y cuchillos auténticos hispanos bajo la marca Vasconia al mercado de los EE. UU.

En 2011, La Vasconia cumplió 100 años dando a la cocina mexicana herramientas para que hoy ocupe un lugar preponderante en la elaboración de la gastronomía mundial.
En 2023 y 2024 Vasconia despidió a los directores generales de sus dos filiales y dejó de cumplir los pagos de sus obligaciones deudoras.

## Marcas
Ekco

Fundada en México en 1934. Con 80 años en el mercado, Ekco ha mantenido como marca líder en productos para la cocina en México. Hasta el momento Ecko tiene la patente para Olla Express, lo cual la hace la principal marca de ollas de presión.

Mikasa

Fundada en Estados Unidos en 1948, Mikasa en una marca líder de moda en vajillas, copas de cristal, artículos para regalo y accesorios decorativos. Grupo La Vasconia introduce la marca en México.

Pfaltzgraff
 
Durante casi 200 años, Pfaltzgraff se ha consolidado como una marca líder en Estados Unidos en vajillas y cristalería con modelos de colección que Grupo La Vasconia trae al mercado mexicano.

Towle

El nombre Towle Silversmiths se remonta a un pequeño platero colonial en 1690 en Massachusetts, Estados Unidos. Desde entonces los productos Towle han sido apreciados por su belleza y calidad extraordinaria.
Pedrini

Fundada en Italia en 1942, Pedrini tiene una gama productos para la cocina innovadores, tanto en estilo como en uso, con un toque de estilo europeo contemporáneo en todos sus utensilios de cocina.